# Svend Jakobsen
Svend Aage Jakobsen (født 1. november 1935 i Ulsted, død 28. maj 2022) var en dansk politiker for partiet Socialdemokraterne. Han blev indvalgt i folketinget  21. september 1971 og sad der til 1. februar 1989. Han var  minister i de fire første af Anker Jørgensens regeringer, og var Folketingets formand fra 22. december 1981 til 9. januar 1989.

## Uddannelse
- 1955 Handelsmedhjælpereksamen.

## Erhvervslivet med mere
- 1955-59 Kommis.
- 1960-71 Konsulent i FDB.
- 1990-94 Direktør for først Danmarks Sparekasseforening og derefter Finansrådet. Bankernes og sparekassernes organisation var fusioneret.
- 1993-2001 Præsident for Kræftens Bekæmpelse.
- 1994-2000 Formand for Erhvervsuddannelsesrådet.

Derudover var han formand for bestyrelsen for Kunstmuseet Arken (siden 1997) og for styrelsen for Fondet for Dansk-Norsk Samarbejde (siden 1999).

## Politik
- 1971-89 Medlem af folketinget for Socialdemokratiet.
- Boligminister i Regeringen Anker Jørgensen I fra 27. september 1973 til 6. december 1973.
- Minister for skatter og afgifter i Regeringen Anker Jørgensen II fra 13. februar 1975 til 26. februar 1977, Svend Jakobsen var også Bolig- og Miljøminister i perioden fra 26. januar 1977 til 26. februar 1977.
- Fiskeriminister i Regeringen Anker Jørgensen II fra 26. februar 1977 til 30. august 1978.
- Fiskeriminister i Regeringen Anker Jørgensen III fra 30. august 1978 til 26. oktober 1979.
- Finansminister i Regeringen Anker Jørgensen IV fra 26. oktober 1979 til 30. december 1981.

Herefter blev han valgt til formand for folketinget, en post han bestred frem til 10. januar 1989.